# الرقة (ردمان)

تعديل مصدري - تعديل

الرقة هي إحدى قرى عزلة فاقع ال عوض بمديرية ردمان التابعة لمحافظة البيضاء، بلغ تعداد سكانها 327 نسمة حسب تعداد اليمن لعام 2004.